# Ligia Deca

Ligia Deca (n. 22 decembrie 1982, Constanța⁠(d), Constanța, România) este expertă în politici educaționale și un om politic român. Pe 3 octombrie 2022 a fost numită în funcția de ministru al Educației, după demisia lui Sorin-Mihai Cîmpeanu.

## Biografie
Ligia Deca a fost studentă a Facultății de Navigație și Transport Naval din cadrul Universității Maritime Constanța. Studiile masterale în domeniul managementului maritim și portuar le-a urmat la aceeași universitate.
În 2008 Deca a coordonat proiectul pilot al Coaliției pentru Universități Curate, un proiect susținut de Societatea Academică din România (SAR). Până în 2010 a  fost președinta Uniunii Europene a Studenților și a reprezentat intereselor studenților din 37 de state, în discuții despre învățământul terțiar cu actori importanți Uniunea Europeană, Consiliul Europei sau UNESCO.
În perioada 2010 – 2012 a fost șefa Secretariatului Procesului Bologna care coordona, printre altele, procesul de organizare a Conferinței miniștrilor educației din statele membre ale European Higher Education Area. Între 2012 și  2015, a colaborat ca expert cu Unitatea Executivă pentru Finanțarea Învățământului Superior, a Cercetării, Dezvoltării și Inovării (UEFISCDI). În aceeași perioadă a ținut prelegeri la Universitatea de Vest din Timișoara.
Ligia Deca este cercetător în domeniul științelor politice iar în 2016 a susținut doctoratul în acest domeniu la Universitatea din Luxemburg.  Domeniile de interes în care a studiat și publicat sunt: procesul de europenizare, politici publice în învățământul superior și internaționalizarea educației. Deca a urmat un program postdoctoral la New Europe College din București.
Din 29 iunie 2015, Ligia Deca a fost Consilier de Stat iar pe 23 decembrie 2019 a fost numită în funcția de Consilier Prezidențial pentru educație și cercetare în echipa lui Klaus Iohannis. Deca a coordonat proiectul România Educată.
După demisia lui Sorin Cîmpeanu, pe 3 octombrie 2022, Deca a fost numită la conducerea Ministerului Educației, fiind propusă și susținută de PNL.

## Controverse
În iulie 2023, după ce elevii români au revenit victorioși de la olimpiada din Japonia, ministra Educației Ligia Deca i-a ținut pe aeroport încă o oră ca să vină să îi felicite, după care li s-a spus că nu mai vine pentru că ar fi fost obosită.

## Publicații
Ligia Deca a publicat articole în jurnale de specialitate împreună cu Adrian Curaj, Remus Pricopie sau Alina Mungiu-Pippidi. În 2018 a fost co-editor împreună cu Adrian Curaj și Remus Pricopie a volumului European Higher Education Area: The Impact of Past and Future Policies, Springer (ISBN: 978-3319774084)